# Bridge to Terabithia (livro)
Bridge to Terabithia (Ponte para Terabithia (título em Portugal) ou Ponte para Terabítia (título no Brasil)) é uma obra de literatura infantil sobre a amizade de Leslie Burke e Jesse Aarons, dois estudantes do quinto ano, que criam um bosque mágico, o qual dão o nome de Terabithia, e onde vivem muitas aventuras.
Esta história foi escrita por Katherine Paterson, e publicada pela primeira vez em 1977, nos Estados Unidos. Ganhou a Medalha Newbery em 1978. A partir da obra que se transformou num clássico da literatura americana, foram criadas duas adaptações para filme. A primeira foi um telefilme de 1985, estrelando Annette O'Toole, Julian Coutts e Julie Beaulieu. A segunda adaptação foi em 2007 e contou com Josh Hutcherson, AnnaSophia Robb e Zooey Deschanel nos papéis principais. 

## Enredo
Ponte para Terabítia conta a história de Jesse Aarons, um garoto do interior dos Estados Unidos muito tímido e solitário, que sofre bullying na escola, meio rejeitado pelo pai e o único garoto de uma família pobre de cinco filhos. May Belle, sua segunda irmã mais nova, parece ser a única pessoa que gosta dele.
Leslie Burke era uma garota bem moderna e filha única de escritores, aos quais era muito ligada. Ela antes morava numa cidade grande, mas mudou-se para o campo e acabou vizinha de Jess. Leslie nunca assistiu televisão na vida, pois seus pais acham que faz mal ao cérebro.
Jesse e Leslie se tornam amigos muito próximos, embora Jesse não tenha gostado muito dela no começo (principalmente porque ela o venceu numa corrida). Essa amizade se formou por causa do fato de viverem bem próximos, e também o fato de eles serem perseguidos pelos valentões da escola, Janice Avery e Gary Fulcher, por serem considerados "esquisitos".
Leslie tinha uma imaginação muito fértil, e Jess, uma grande paixão secreta por desenho. Com essa duas coisas, acabam criando Terabítia, uma terra apenas para eles dois, em que eles se nomearam rei e rainha, num bosque próximo da casa deles. Para chegar lá, eles atravessam um pequeno riacho numa corda bem grossa, pendurada numa árvore às margens do riacho. No Natal, Jesse dá para Leslie um cãozinho, a que ela dá o nome de Príncipe Terian (ou P.T.), para ajudá-los a lutar contra os "monstros", que querem roubar Terabítia deles. No aniversário de Jess, Leslie retribui presenteando com tintas e um bloco. 
Jesse tem uma paixão platônica pela sua professora de música, Miss Edmunds, que adora os desenhos que o garoto faz. Um dia ela o leva a um museu (ele nunca tinha estado em um antes), mas o desenhista não quis convidar Leslie, que resolve ir a Terabítia sozinha. Quando chega a casa, Jesse descobre que sua única e melhor amiga tinha morrido afogada ao atravessar o riacho, pois a corda rebentou e ela caiu nele - naquela época o riacho estava com as águas muito altas - desmaiando e se afogando ao bater com a cabeça em uma das pedras.
Jesse decide ir a Terabítia sozinho com P.T. para fazer uma cerimônia em memória da garota. Mas o garoto ouve um barulho e descobre que foi seguido por May Belle. A garotinha queria apenas ajudar o irmão, mas ele, ainda extremamente abalado com a morte da amiga, fica irritado e empurra a irmã, que sai chorando para os braços do pai.
Os pais de Leslie resolvem se mudar levando P.T., deixando com Jesse os livros de Leslie e um pouco de madeira. Ele então com a madeira constrói uma ponte sobre o riacho, para que ninguém mais se acidente, e tenta se reconciliar com May Belle, coroando-a princesa de Terabítia.
Este livro tenta passar ao adulto a sensação de imaginar algo totalmente diferente do que vivemos sem esquecer o mundo real. A morte da garota foi o grande motivo para fazer o garoto crescer na vida real, fez com que se aproximasse do pai, e amar a sua irmã mais nova, a ponto de lhe ensinar tudo o que a garota que ele gostava ensinou com a sua mente aberta.

## Personagens
- Jesse Oliver Aarons Jr - Personagem principal.
- Leslie Burke - A melhor amiga de Jesse
- Joyce Ann - A irmã de quatro anos de Jesse
- May Belle Aarons - A irmã de seis anos de Jesse
- Brenda e Ellie Aarons - As desagradáveis irmãs de Jesse
- Janice Avery - A Valentona
- Wilma Dean -' Uma amiga' de Janice Avery
- Bobby Sue Henshaw - 'Uma amiga' de Janice Avery
- Mrs. Edumunds - A professora de Música
- Gary Fulcher - O rival de Jesse na corrida
- Senhora Myers - A professora de Literatura de Leslie e Jesse
- Willard Hughes - O garoto que todas as garotas da 7º ano gostam.
- Bill Burke - O pai da Leslie Burke
- Judy Burke - A mãe da Leslie Burkie (nome na qual assina na capa de seus livros)
- Diretor Turner - O diretor da escola
- Príncipe Terrian (ou P.T.) - O cachorro que Jessie da para Leslie
- Mary Aarons - Mãe de Jesse
- Jack Aarons - Pai de Jesse
- Miss Bessie - Vaca da família de Jesse (só aparece no livro)